# Медаль Гольменколлена
Медаль Голменколлена (норвезька: Holmenkollenmedaljen) — це щорічна почесна лижна нагорода, яка видається Skiforeningen у Норвегії з 1895 року. Вона відзначає видатні досягнення лижників, які посідають найкращі місця в міжнародних чемпіонатах і на лижних змаганнях Голменколлена, як, а також тих, хто сприяє розвитку лижного спорту. Медаль Голменколлена вважається найвищою нагородою Норвегії в лижному спорті.

## Історія
Медаль Голменколлена була заснована Skiforeningen, також відомою як Асоціація сприяння лижам, у 1894 році. Андреас Блох, норвезький художник, розробив медаль. Він містить емблему лижної асоціації та фразу «Idræt for fædrelandet», що означає спорт для батьківщини. Медаль вперше була вручена в 1895 році.
Правління Skiforeningen обирає переможців. У перші роки нагорода присуджувалася за розміщення на заходах, що проводилися під час лижного фестивалю Голменколлен. У другій половині 20-го століття рада розглядала результати великих міжнародних лижних змагань і Голмонколлена. Медаллю в основному нагороджують активних лижників у скандинавських лижних дисциплінах, хоча відзнаку отримують і гірськолижники. Куратор лижного музею та члени норвезької королівської родини також були серед минулих нагороджених медалями. З 2011 року нагороду отримують Біатет.
Медаль вручається під час лижного фестивалю Холменколлен і може бути вручена норвезьким монархом. Є кілька років, коли медаль не вручається.

## Галерея

Нагороджені зі своєю медаллю
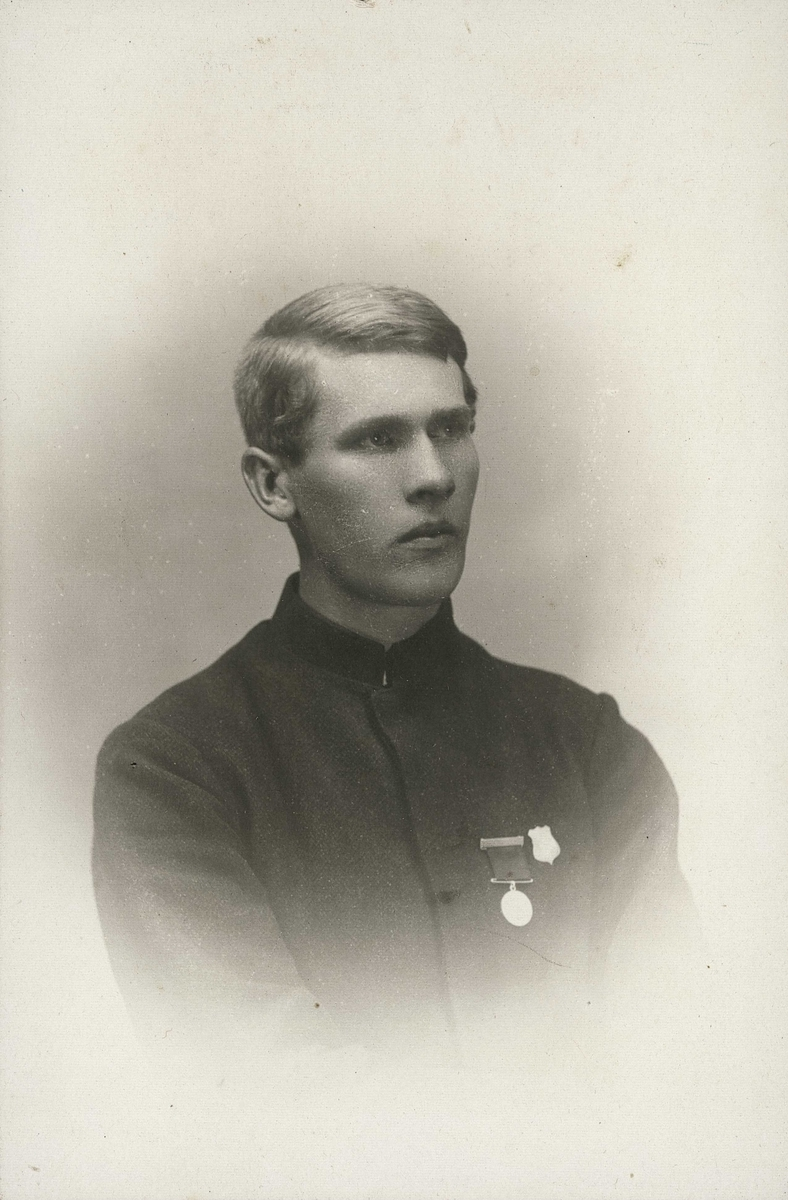
Лауріц Бергендаль(інші мови), 1910
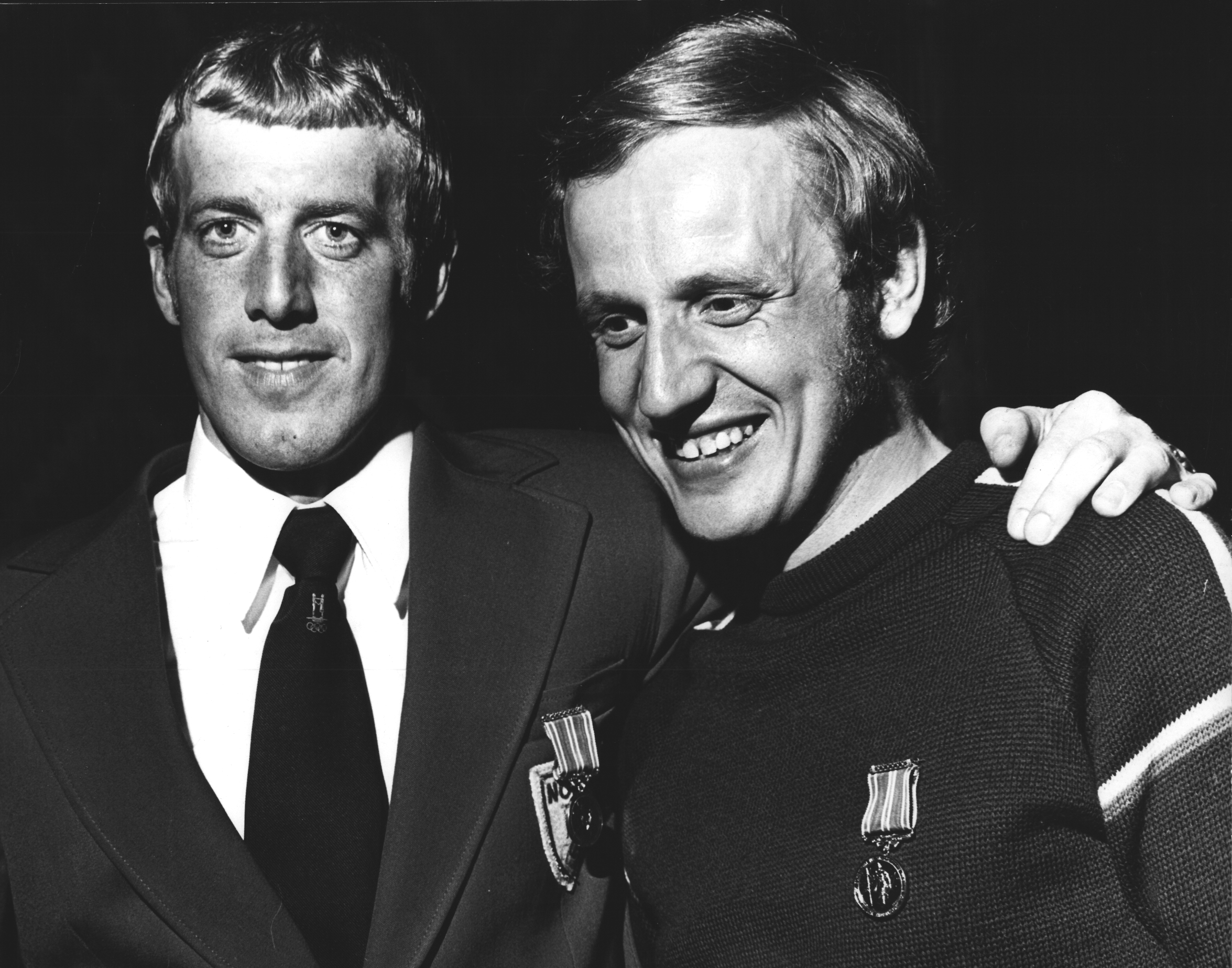
Магне Мірмо(інші мови) (ліворуч) і Рауно Міеттінен(інші мови) (праворуч), 1972